# Umm al-Kutuf
Umm al-Kutuf (hebr. אום אל-קוטוף; arab. أمّ القـُطـُف; ang. Umm al-Qutuf) – arabska wieś położona w Samorządzie Regionu Menasze, w dystrykcie Hajfa, w Izraelu.

## Położenie
Leży na południe od masywu Góry Karmel, w otoczeniu miasta Barta'a, miasteczek Kafr Kara, Arara i Kacir-Charisz, kibuców Barkaj i Mecer, oraz wiosek Charisz i Micpe Ilan.

## Historia
29 listopada 1947 roku Zgromadzenie Ogólne Organizacji Narodów Zjednoczonych przyjęło Rezolucję nr 181 o podziale Palestyny na dwa państwa: żydowskie i arabskie. Na mocy tej rezolucji wioska Umm al-Kutuf miała znaleźć się w państwie arabskim, jednak podczas wojny o niepodległość w 1948 roku wojska izraelskie opanowały całą okolicę. Po zawarciu rozejmu, wioska znalazła się na terytoriach przyznanych państwu Izrael.

## Gospodarka
Gospodarka wioski opiera się na rolnictwie i hodowli drzewek oliwnych.

## Transport
Na zachód od wioski przebiega autostrada nr 6, brak jednak możliwości bezpośredniego wjazdu na nią. Z wioski wyjeżdża się na zachód na drogę nr 6353, którą jadąc na zachód dojeżdża się do kibucu Barkaj i drogi nr 574, lub jadąc na południe dojeżdża się do wioski Charisz i drogi nr 611.

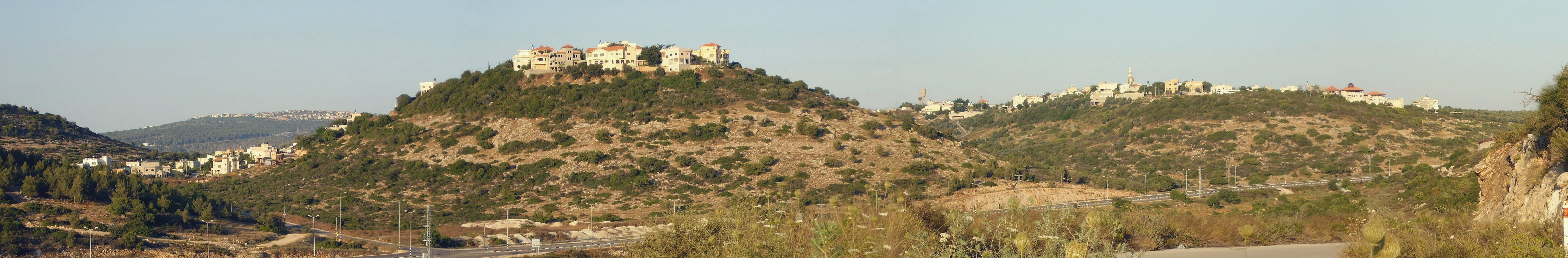
Panorama wioski Umm al-Kutuf